# Chlamisus quadrilobatus
Chlamisus quadrilobatus är en skalbaggsart som först beskrevs av Schaeffer 1926.  Chlamisus quadrilobatus ingår i släktet Chlamisus och familjen bladbaggar. Inga underarter finns listade i Catalogue of Life.